# Gonodonta flavidens
Gonodonta flavidens là một loài bướm đêm trong họ Noctuidae.